# Goulbi May Farou
Der Goulbi May Farou (auch: Goulbi Maïfarou, Goulbin Maï Farou) ist ein Trockental in Niger und Nigeria.

## Name
Mit dem Hausa-Wort Goulbi wird in Zentral-Niger ein fossiles Trockental bezeichnet. May Farou ist ein Dorf in Niger nahe der Mündung des Trockentals.

## Geographie

### Verlauf
Der Ursprung des Goulbi May Farou liegt in Nigeria. Hier befindet sich der Hauptort der Local Government Area Zango, die zum Bundesstaat Katsina gehört. Das Trockental verläuft weiter durch Niger und zunächst parallel zur Staatsgrenze mit Nigeria. In der Region Zinder führt es durch die Gemeinden Sassoumbroum und Dan-Barto, deren gleichnamiger Hauptort am rechten Ufer liegt. In der Region Maradi verläuft der Goulbi May Farou zunächst durch die Gemeinden Hawandawaki und Korgom. In letztgenannter Gemeinde ist Romaza rechtsseitig ein bedeutender Uferort. Schließlich erreicht das Trockental die Gemeinde Gazaoua, passiert die rechtsseitig gelegenen Dörfer Gollom, Assaya, Gazori und May Farou und mündet in das Trockental Goulbi El Fadama.

### Wasserführung und Ablagerungen
Vor 1975 führte der Goulbi May Farou noch saisonal Wasser. Danach trocknete er wie der Goulbi El Fadama wegen der Errichtung von Staudämmen in Nigeria vollständig aus. Sein Schwemmland besteht abwechselnd aus Quarz-Kieseln in verschiedenen Größen und Formen und aus tonigen Sandsteinen.